# Syrrhopodon pulcher
Syrrhopodon pulcher är en bladmossart som beskrevs av W. D. Reese, H. Akiyama och C. C. Townsend 1991. Syrrhopodon pulcher ingår i släktet Syrrhopodon och familjen Calymperaceae. Inga underarter finns listade i Catalogue of Life.